# Лаодика II
Лаодика II (др.-греч. Λαοδίκη), (середина III века до н. э.) — жена правителя государства Селевкидов Селевка II, и его кузина. По версии Полибия, была дочерью Андромаха и сестрой военачальника Ахея.
Лаодика родила Селевку II пятерых детей, среди которых были: Антиохида, Селевк III и Антиох III.